# Floresta (Porto Alegre)
Floresta é um bairro da zona central da cidade brasileira de Porto Alegre, capital do estado do Rio Grande do Sul. Foi criado pela lei 2.022 de 7 de dezembro de 1959 e alterado pela Lei 12.112 de 22 de agosto de 2016. Em 2019 o bairro contava com: 11.596 habitantes, distribuídos por seus 186,7 hectáres, com uma densidade populacional de 6.211,03 hab./km². A taxa de analfabetismo do bairro era de 1,31%, menor que o índice geral de Porto Alegre que era de 3,86%. A renda média era de 4,82 salários mínimos por domicílio. O seu Índice de Desenvolvimento Humano Municipal é de 0,866, levemente elevado em comparação o índice de 0,805 da cidade.
Localizado próximo ao centro de Porto Alegre, e sendo via principal do aeroporto para o centro, o bairro Floresta tem como principais avenidas a Farrapos, a Cristóvão Colombo e a Rua Voluntários da Pátria. Faz divisa, além do Centro, com os bairros Independência, Moinhos de Vento, Higienópolis e São Geraldo.

## Histórico[2]

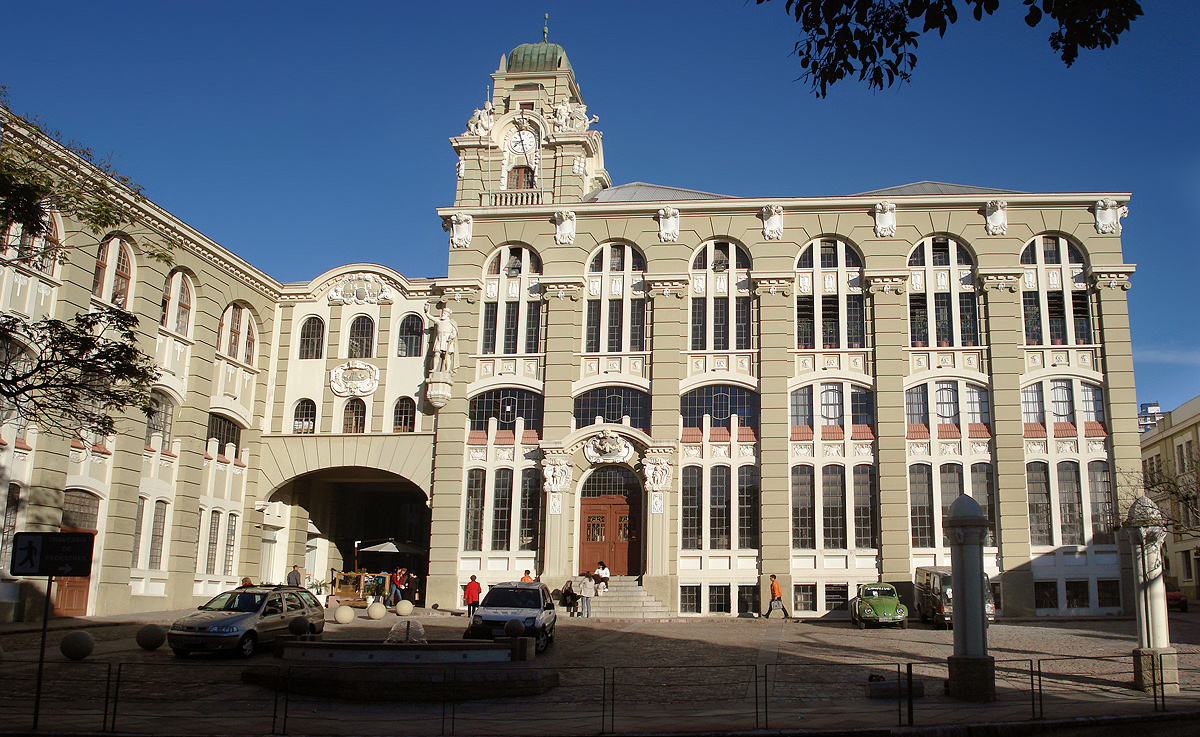
Antigo prédio da Cervejaria Brahma.

O bairro teve início pela Estrada da Floresta (atual Avenida Cristóvão Colombo), que ligava o centro a um longínquo morro coberto de densa vegetação arbustiva, verdadeira mata virgem. Com o tempo, esta floresta proveu lenha para os fogões domésticos ou serviu de matéria-prima para madeireiras da região. Assim, à medida que morro foi sendo desflorestado e a estrada habitada, o bairro foi se desenvolvendo.
Em dezembro de 1849, no topo do morro ainda então bastante arborizado, foi inaugurado um hospital, a Casa de Saúde Bela Vista. Mais de cinquenta anos depois, em 1903, o hospital foi adquirido pelo Exército, tornando-se o atual Hospital Militar de Porto Alegre, mas que atualmente não pertence mais aos limites do bairro, pois está situado no vizinho bairro Auxiliadora.
Em 1883 foi construído o prédio da Sociedade Florida na Rua Comendador Azevedo, 444.Pertenceu a antiga Sociedade com o mesmo nome da Praça e que comandava diversos eventos do bairro floresta. A Sociedade teve o seu apogeu na primeira metade do século passado, com campeonatos de “Bolão”, modalidade esportiva de origem germânica, muito aceita pelos gaúchos. Nos anos 50 e 60 a Sociedade formou apoiou equipes de vôlei e basquete. Hoje a Sociedade está totalmente desmobilizada e o prédio é utilizado por Lojas Maçônicas para os seus encontros semanais.
Em 1888 foi fundada a Igreja de São Pedro, com cuja construção, em terreno doado por Dona Carmen, uma senhora muito religiosa, a urbanização da região tomou novo impulso. Em 2016, com a nova Lei de bairros, a Igreja passou a pertencer ao Bairro Moinhos de Vento.
Com o passar do tempo, observou-se a tendência industrial da região, abrigando, entre outras, as cervejarias Bopp, Sasse, Ritter e Cia. Ltda. e a Cervejaria Brahma. Nas redondezas das fábricas, os funcionários foram construindo suas casas, tendo como exemplo o prédio à Rua Comendador Coruja, que foi projetado pelo arquiteto teuto-brasileiro Theo Wiederspahn.
O Palacinho foi construído pelo engenheiro italiano Armando Boni. A construção do palacete, que destinava-se a hospedar o Conde Galezzo Ciano foi encomendada pelo comerciante Santo Meneghetti em 1926. Em janeiro de 1954 o imóvel foi desapropriado por decreto pelo Governador do Estado, para sediar o Departamento Estadual do Serviço Público. Mais tarde passou a ser a residência oficial do Vice-governador, sendo hoje conhecido como Palacinho.
Em 1939 começou a ser erguido o Moinhos Germani. Localizado na Rua 7 de Abril esquina com rua Emancipação. Empreendimento do italiano Aristides Germani, grande promotor do plantio de trigo no Brasil, líder comunitário e uma das personalidades da colônia italiana no Estado, na primeira metade do século passado. O prédio possui mais de quatro mil metros de área construída. Atualmente, o prédio pertence à construtora Ivo Rizzo e encontra-se abandonado.
Prédio construído entre os anos de 1946 e 1949, a Paróquia Santa Teresinha está localizada na Rua Ramiro Barcelos esquina com a Rua São Carlos. A fachada é austera, quase sem decoração, mas, no seu interior, é uma das mais bonitas de Porto Alegre, com uma interpretação típica das igrejas renascentistas. A Paróquia apresenta uma série de murais (1952) criados por Aldo Locatelli e Emílio Sessa, italianos de Bérgamo, responsáveis por grandes obras em Igrejas e Espaços Públicos no Estado, no século passado.
Em 1960, foi fundado no bairro o Hospital Maia Filho, que acabou falindo em 2005 e demolido posteriormente.

## Características atuais
O bairro possui muitos prédios antigos, em sua maioria das décadas de 1950, 1960 e 1970, tendo os mesmos pouca ou, às vezes, nenhuma conservação. Atualmente, o Floresta conta com grande variedade comercial, preservando ainda algumas de suas indústrias, mas não deixou de ser residencial. Outras igrejas foram erguidas, tanto católicas como protestantes, respeitando a homogeneidade de seus moradores.
Em algumas ruas do bairro, próximas a Av. Farrapos, onde se localizam diversas boates, existe alto índice de prostituição, além da chamada "prostituição de rua", à noite.
Muitos empreendimentos de grande porte, como o Shopping Total (com a nova Lei de bairros de 2016 o Shopping Total passou a pertencer ao bairro Independência) e o Shopping Floresta (em construção), bem como a migração de muitas empresas de médio porte, estão contribuindo de forma significativa para o melhoramento do bairro.
No bairro também está localizada a Secretaria de Segurança Pública e encontra-se em construção o Centro Regional de Excelência em Pericias Criminais do Sul,  ao lado da Rodoviária.
Outro fator importante é a proximidade do bairro com o Centro da capital gaúcha, proporcionando às empresas e aos seus moradores facilidades no manejo e logística.
As praças do bairro são: Praça Bartolomeu de Gusmão e Florida.

## Quarto Distrito e a revitalização do bairro
O Bairro Floresta faz parte do chamado 4.º Distrito. Ainda que a atual divisão administrativa não delimite distritos, e exista divergências quanto a sua abrangência, o termo 4.º Distrito é usado para denominar a área compreendida pelos bairros Navegantes, São Geraldo, Floresta, Humaitá e Farrapos.
Como parte de uma série de medidas de revitalização do Quarto Distrito, há reduções de impostos municipais para empresas de base tecnológica, inovadoras e de economia criativa instaladas nesses bairros.
Destaca-se no bairro Floresta, como parte dos avanços de revitalização, o Vila Flores. O Vila Flores é um complexo arquitetônico formado por 3 edificações e um pátio listados no Inventário do Patrimônio Cultural de Bens Imóveis do Bairro Floresta, classificadas como imóveis de Estruturação e situadas em Área de Interesse Cultural de Porto Alegre.Atualmente, o espaço abriga diversas funções: local para a realização de atividades socioculturais (coordenadas pela Associação Cultural Vila Flores), espaço de trabalho de artistas e empreendedores criativos (os residentes) e ambiente de aprendizado.
Também merece destaque as ações do Projeto Distrito C. O Distrito C é Polo de Economia Criativa, Economia do Conhecimento e da Experiência, constituído no momento por 82 artistas, em sua maioria no bairro Floresta. Esse projeto de inovação social foi criado pela Urbs Nova Porto Alegre - Barcelona, que é uma agência de design social.

## Pontos de referência
Religiosas

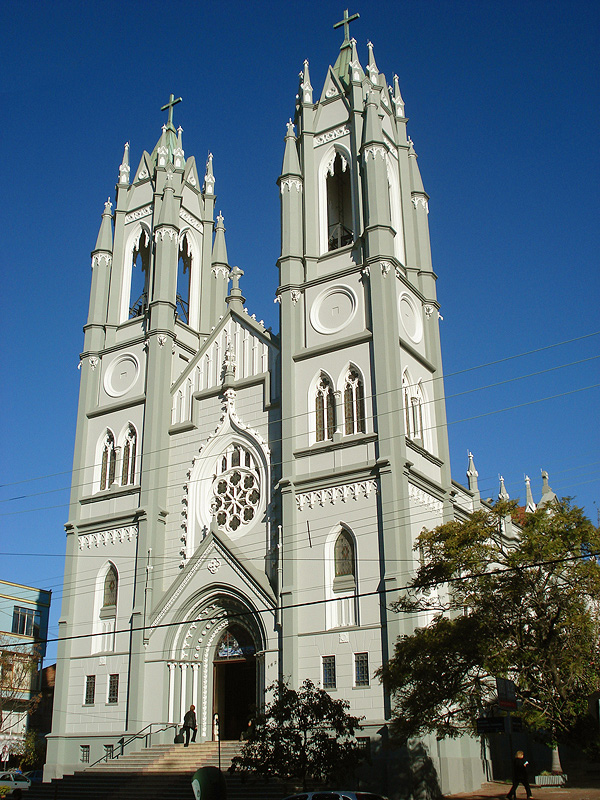
A Igreja de São Pedro, presente no Floresta desde 1888.

- Paróquia Nossa Senhora do Rosário de Pompéia
- Paróquia Santa Teresinha do Menino Jesus
- Igreja Batista Central
- Igreja Pentecostal Deus é Amor

De ensino
- Escola Estadual de Ensino Fundamental Camila Furtado Alves

- Colégio Batista[8][9]
- Colégio Estadual Marechal Floriano Peixoto
- Colégio Marista São Pedro
- Escola Estadual de Ensino Fundamental Olegário Mariano
- Escola Técnica Estadual Irmão Pedro

Outros
- Biblioteca Pública Lígia Meurer
- Palacinho
- Vila Flores
- Antigo Hospital Ferroviário

Hotéis
- Hotel ibis Styles Porto Alegre Centro
- Porto Alegre Hostel Boutique
- Ritter Hotel
- Açores Premium Hotel
- Continental Porto Alegre Hotel
- Garibaldi Business Hotel
- Minuano Hotel Home
- Hotel Minuano Express
- Hotel Express Rodoviária
- Hotel Elevado
- Umbu Hotel Porto Alegre

## Limites atuais
Ponto inicial e final: encontro da Avenida Alberto Bins com a Avenida Cristóvão Colombo; desse ponto segue pela Avenida Cristóvão Colombo por essa até a Avenida Benjamin Constant, por essa até a Rua Olinda, por essa até a Avenida Pernambuco, por essa até a Rua Almirante Tamandaré, por essa até a Rua Conde de Porto Alegre, por essa até a Rua do Parque, por essa até a Rua Voluntários da Pátria, por essa até a Rua Consolação, por essa até a Avenida da Legalidade e da Democracia (antiga Avenida Presidente Castelo Branco), desse ponto segue por uma linha reta e imaginária até o Cais Marcílio Dias, junto à orla do Lago Guaíba, ponto de coordenadas E: 279.467; N: 1.678.736; segue pelo limite desse cais no sentido sul, até o limite do Cais Marcílio Dias com o Cais Mauá, ponto de coordenadas E: 278.878; N: 1.677.572; desse ponto segue por uma linha reta e imaginária até o encontro da Avenida da Legalidade e da Democracia com o Largo Vespasiano Júlio Veppo, ponto de coordenadas E: 278.979; N: 1.677.541, por esse até o Complexo Viário Conceição - túnel, elevadas, acessos e Rua da Conceição, por esse até a Avenida Alberto Bins, por essa até a Avenida Cristóvão Colombo, ponto inicia. Fonte: Lei 12.112 de 22 de agosto de 2016.